# 東京都立光丘高等学校
東京都立光丘高等学校（とうきょうとりつ ひかりがおかこうとうがっこう）は、東京都練馬区旭町二丁目にある男女共学の都立高等学校である。

## 概要
埼玉県境から至近の距離にある。「光が丘高校」と記載されるケースも多い。開校当時は練馬区光が丘という地名は一丁目一番地しかなく、建物は当校のほか日本住宅公団が建設した「むつみ台団地」（1973年入居開始）のみであった。

## 沿革
- 1976年、創設開校。
  - 4月の新学期開始時にはまだ校舎が完成しておらず、1期生は4月から11月下旬まで、世田谷工業高校の閉鎖された付属中学校校舎を仮校舎として、授業を行った。
  - 当時の光が丘は、「グラントハイツ（旧・日本陸軍成増飛行場）より開発中」の状態で光が丘団地の造成さえもされておらず、付近に当校舎を除くと3階建て以上の建造物は皆無に等しい状態であった（グラントハイツを挟んだ東側に上述のむつみ台団地（10階建て）があるのみ）。また当校庭以外は上述の開発中を理由として、一般人は立ち入り禁止状態であった。

## 校歌
作詞：宮澤康造（初代校長）、作曲：團伊玖磨。
團が作曲を担当したのは、宮澤康造が後輩であり、交流があった為。

## 交通
出典 : 
電車
- 都営地下鉄大江戸線 光が丘駅 徒歩12分

バス
| 運行事業者   | 乗車停留所 | 系統・ルート         | 下車停留所              |
| ------------ | ---------- | -------------------- | ----------------------- |
| 西武バス     | 成増駅     | 光31・練高01・練高02 | 「光丘高校」            |
| 西武バス     | 光が丘駅   | 光202                | 「光丘高校角」          |
| 西武バス     | 保谷駅     | 保谷ルート           | 「光丘高校角」          |
| 西武バス     | 成増町     | 練40・練42           | 「土支田交番」、徒歩5分 |
| 西武バス     | 吉祥寺駅   | 吉60                 | 「土支田交番」、徒歩5分 |
| 国際興業バス | 成増駅     | 石02・石03・増16     | 「土支田交番」、徒歩5分 |

## 著名な出身者
- 河辺千恵子（モデル、加圧トレーナー）
- 水橋研二（俳優）
- 井澤惇（サッカー選手）
- 相楽樹（女優）
- 片岡一郎（活動写真弁士）
- 榎木洋子（作家）